# Список найстаріших людей у світі
Список найстаріших людей у світі. У цьому списку представлено імена 101 найстаріших коли небудь людей у світовій історії, вік яких підтверджено: Групою геронтологічних досліджень (GRG) чи Книгою рекордів Гіннеса (GWR) або LongeviQuest (LQ). Жирним шрифтом позначені ті довгожителі, які є найстарішими за всю історію у своїх країнах. Цей інформаційний список є розвитком теми Довгожитель.
- Живі: 4
- Померли: 97

| №   | Ім'я                                | Стать  | Дата народження   | Дата смерті       | Досягнутий вік      | Країна            |
| --- | ----------------------------------- | ------ | ----------------- | ----------------- | ------------------- | ----------------- |
| 1   | Жанна Кальман                       | Ж      | 21 лютого 1875    | 4 серпня 1997     | 122 роки, 164 дні   | Франція           |
| 2   | Танака Кане                         | Ж      | 2 січня 1903      | 19 квітня 2022    | 119 років, 107 днів | Японія            |
| 3   | Сара Кнаус                          | Ж      | 24 вересня 1880   | 30 грудня 1999    | 119 років, 97 днів  | США               |
| 4   | Люсіль Рандон                       | Ж      | 11 лютого 1904    | 17 січня 2023     | 118 років, 340 днів | Франція           |
| 5   | Тадзіма Набі                        | Ж      | 4 серпня 1900     | 21 квітня 2018    | 117 років, 260 днів | Японія            |
| 6   | Марі-Луїза Мейор                    | Ж      | 29 серпня 1880    | 16 квітня 1998    | 117 років, 230 днів | Канада            |
| 7   | Вайолет Браун                       | Ж      | 10 березня 1900   | 15 вересня 2017   | 117 років, 189 днів | Ямайка            |
| 8   | Марія Браньяс Морера                | Ж      | 4 березня 1907    | 19 серпня 2024    | 117 років, 168 днів | Іспанія — США     |
| 9   | Емма Морано                         | Ж      | 29 листопада 1899 | 15 квітня 2017    | 117 років, 137 днів | Італія            |
| 10  | Міяко Тійо                          | Ж      | 2 травня 1901     | 22 липня 2018     | 117 років, 81 день  | Японія            |
| 11  | Дельфія Велфорд                     | Ж      | 9 вересня 1875    | 14 листопада 1992 | 117 років, 66 днів  | США               |
| 12  | Окава Місао                         | Ж      | 5 березня 1898    | 1 квітня 2015     | 117 років, 27 днів  | Японія            |
| 13  | Франциска Сельса душ Сантуш         | Ж      | 21 жовтня 1904    | 5 жовтня 2021     | 116 років, 349 днів | Бразилія          |
| 14  | Марія Каповілья                     | Ж      | 14 вересня 1889   | 27 серпня 2006    | 116 років, 347 днів | Еквадор           |
| 15  | Іна Канабарро Лукас                 | Ж      | 8 червня 1908     | 30 квітня 2025    | 116 років, 326 днів | Бразилія          |
| 16  | Сюзанна Мушатт Джонс                | Ж      | 6 липня 1899      | 12 травня 2016    | 116 років, 311 днів | США               |
| 17  | Ґертруда Вівер                      | Ж      | 4 липня 1898      | 6 квітня 2015     | 116 років, 276 днів | США               |
| 18  | Жулія Марія Франсішка Сіман         | Ж      | 9 січня 1901      | 8 жовтня 2017     | 116 років, 272 дня  | Бразилія          |
| 19  | Фуса Тацумі                         | Ж      | 25 квітня 1907    | 12 грудня 2023    | 116 років, 231 день | Японія            |
| 20  | Антонія да Санта Круз               | Ж      | 13 червня 1905    | 23 січня 2022     | 116 років, 224 дні  | Бразилія          |
| 21  | Томіко Ітоока                       | Ж      | 23 травня 1908    | 24 грудня 2024    | 116 років, 220 днів | Японія            |
| 22  | Ікаї Тане                           | Ж      | 18 січня 1879     | 12 червня 1995    | 116 років, 175 днів | Японія            |
| 23  | Жанна Бот                           | Ж      | 14 січня 1905     | 22 травня 2021    | 116 років, 128 днів | Франція           |
| 24  | Елізабет Болден                     | Ж      | 15 червня 1890    | 11 грудня 2006    | 116 років, 118 днів | США               |
| 25  | Бессі Купер                         | Ж      | 26 серпня 1896    | 4 грудня 2012     | 116 років, 100 днів | США               |
| 26  | Марія-Джузеппа Робуччі-Нарджизо     | Ж      | 20 березня 1903   | 18 червня 2019    | 116 років, 90 днів  | Італія            |
| 27  | Текля Юневич                        | Ж      | 10 червня 1906    | 19 серпня 2022    | 116 років, 70 днів  | Польща            |
| 28  | Кімура Дзіроемон                    | М      | 19 квітня 1897    | 12 червня 2013    | 116 років, 54 дні   | Японія            |
| 29  | Ана Марія Вела Рубіо                | Ж      | 29 жовтня 1901    | 15 грудня 2017    | 116 років, 47 днів  | Іспанія           |
| 30  | Джузеппіна Проєтто-Фрау             | Ж      | 30 травня 1902    | 6 липня 2018      | 116 років, 37 днів  | Італія            |
| 31  | Істер Віггінс                       | Ж      | 1 червня 1874     | 7 липня 1990      | 116 років, 36 днів  | США               |
| 32  | Джераліен Теллі                     | Ж      | 23 травня 1899    | 17 червня 2015    | 116 років, 25 днів  | США               |
| 33  | Едді Чекареллі                      | Ж      | 5 лютого 1908     | 22 лютого 2024    | 116 років, 17 днів  | США               |
| 34  | Етель Катерхем                      | Ж      | 21 серпня 1909    | Жива              | 115 років, 364 дні  | Велика Британія   |
| 35  | Елла Міллер                         | Ж      | 6 грудня 1884     | 21 листопада 2000 | 115 років, 351 день | США               |
| 36  | Накаті Сіґейо                       | Ж      | 1 лютого 1905     | 11 січня 2021     | 115 років, 345 днів | Японія            |
| 37  | Меґґі Барнс                         | Ж      | 6 березня 1882    | 19 січня 1998     | 115 років, 319 днів | США               |
| 38  | Діна Манфредіні                     | Ж      | 4 квітня 1897     | 17 грудня 2012    | 115 років, 257 днів | Італія — США      |
| 39  | Акіяма Сімое                        | Ж      | 19 травня 1903    | 29 січня 2019     | 115 років, 255 днів | Японія            |
| 40  | Крістіан Мортенсен                  | Ч      | 16 серпня 1882    | 25 квітня 1998    | 115 років, 252 дні  | США — Данія       |
| 41  | Гестер Форд                         | Ж      | 15 серпня 1905    | 17 квітня 2021    | 115 років, 245 днів | США               |
| 42  | Окагі Хаясі                         | Ж      | 2 вересня 1909    | 26 квітня 2025    | 115 років, 236 днів | Японія            |
| 43  | Шарлотта Г'юз                       | Ж      | 1 серпня 1877     | 17 березня 1993   | 115 років, 228 днів | Велика Британія   |
| 44  | Една Паркер                         | Ж      | 20 квітня 1893    | 26 листопада 2008 | 115 років, 220 днів | США               |
| 45  | Мері Енн Роудз                      | Ж      | 12 червня 1882    | 3 березня 1998    | 115 років, 203 дні  | Канада            |
| 46  | Анонімна супердовгожителька з Токіо | Ж      | 15 березня 1900   | 27 вересня 2015   | 115 років, 196 днів | Японія            |
| 47  | Марґарет Скіт                       | Ж      | 27 жовтня 1878    | 7 травня 1994     | 115 років, 192 дні  | США               |
| 48  | Магдалена Олівер Габарро            | Ж      | 31 жовтня 1903    | 1 травня 2019     | 115 років, 182 дні  | Іспанія           |
| 49  | Берніс Мадіґан                      | Ж      | 24 липня 1899     | 3 січня 2015      | 115 років, 163 дні  | США               |
| 50  | Ґертруда Бейнс                      | Ж      | 6 квітня 1894     | 11 вересня 2009   | 115 років, 158 днів | США               |
| 51  | Еміліано Меркадо дель Торо          | Ч      | 21 серпня 1891    | 24 січня 2007     | 115 років, 156 днів | Пуерто-Рико       |
| 52  | Бетті Вілсон                        | Ж      | 13 вересня 1890   | 13 лютого 2006    | 115 років, 153 дні  | США               |
| 53  | Мацусіта Сін                        | Ж      | 30 березня 1904   | 27 серпня 2019    | 115 років, 150 днів | Японія            |
| 54  | Айріс Вестман                       | Ж      | 28 серпня 1905    | 3 січня 2021      | 115 років, 128 днів | США               |
| 55  | Жюлі Віннефред Бертран              | Ж      | 16 вересня 1891   | 18 січня 2007     | 115 років, 124 дні  | Канада            |
| 56  | Марія де Жезуш душ Сантуш           | Ж      | 10 вересня 1893   | 2 січня 2009      | 115 років, 114 днів | Португалія        |
| 57  | Марі-Джозефін Ґодет                 | Ж      | 25 березня 1902   | 13 липня 2017     | 115 років, 110 днів | Італія — США      |
| 58  | Сьюзі Ґібсон                        | Ж      | 31 жовтня 1890    | 16 лютого 2006    | 115 років, 108 днів | США               |
| 58  | Тельма Саткліфф                     | Ж      | 1 жовтня 1906     | 17 січня 2022     | 115 років, 108 днів | США               |
| 60  | Една Керн                           | Ж      | 14 жовтня 1900    | 20 січня 2016     | 115 років, 98 днів  | США               |
| 61  | Марі-Роуз Тесьє                     | Ж      | 21 травня 1910    | Жива              | 115 років, 91 день  | Франція           |
| 62  | Елізабет Френсіс                    | Ж      | 25 липня 1909     | 22 жовтня 2024    | 115 років, 89 днів  | США               |
| 63  | Касільда Бенеґас-Ґаллеґо            | Ж      | 8 квітня 1907     | 28 червня 2022    | 115 років, 81 день  | Аргентина         |
| 64  | Авґуста Луїза Гольц                 | Ж      | 3 серпня 1871     | 21 жовтня 1986    | 115 років, 79 днів  | США               |
| 65  | Валентін Ліньї                      | Ж      | 22 жовтня 1906    | 4 січня 2022      | 115 років, 74 дні   | Франція           |
| 66  | Гендрикьо ван Андел-Сгіппер         | Ж      | 29 червня 1890    | 30 серпня 2005    | 115 років, 62 дні   | Нідерланди        |
| 67  | Бессі Гендрікс                      | Ж      | 7 листопада 1907  | 3 січня 2023      | 115 років, 57 днів  | США               |
| 68  | Кітаґава Міна                       | Ж      | 3 листопада 1905  | 19 грудня 2020    | 115 років, 46 днів  | Японія            |
| 69  | Марі Бремон                         | Ж      | 25 квітня 1886    | 6 червня 2001     | 115 років, 42 дні   | Франція           |
| 70  | Йоші Оцунарі                        | Ж      | 17 грудня 1906    | 26 січня 2022     | 115 років, 40 днів  | Японія            |
| 71  | Кеті Хеттон                         | Ж      | 18 грудня 1876    | 24 січня 1992     | 115 років, 37 днів  | США               |
| 72  | Мод Ферріз-Луз                      | Ж      | 21 лютого 1887    | 18 березня 2002   | 115 років, 25 днів  | США               |
| 73  | Окубо Кото                          | Ж      | 24 грудня 1897    | 12 січня 2013     | 115 років, 19 днів  | Японія            |
| 74  | Антонія Герена Рівера               | Жіноча | 19 травня 1900    | 2 червня 2015     | 115 років, 14 днів  | США               |
| 75  | Хасеґава Тійоно                     | Ж      | 20 листопада 1896 | 2 грудня 2011     | 115 років, 12 днів  | Японія            |
| 76  | Енні Дженнінґз                      | Ж      | 12 листопада 1884 | 20 листопада 1999 | 115 років, 8 днів   | Велика Британія   |
| 77  | Анонімна супердовгожителька з Хіого | Ж      | 29 квітня 1907    | 30 квітня 2022    | 115 років, 1 день   | Японія            |
| 78  | Єва Морріс                          | Ж      | 8 листопада 1885  | 2 листопада 2000  | 114 років, 360 днів | Велика Британія   |
| 79  | Тінен Кама                          | Ж      | 10 травня 1895    | 2 травня 2010     | 114 років, 357 днів | Японія            |
| 80  | Мері Бідвел                         | Ж      | 9 травня 1881     | 25 квітня 1996    | 114 років, 352 дня  | США               |
| 81  | Софія Рохас                         | Ж      | 13 серпня 1907    | 30 липня 2022     | 114 років, 351 день | Колумбія          |
| 82  | Марія Ґомес Валентім                | Ж      | 9 липня 1896      | 21 червня 2011    | 114 років, 347 днів | Бразилія          |
| 83  | Гейзел Пламмер                      | Ж      | 19 червня 1908    | 25 травня 2023    | 114 років, 340 днів | США               |
| 84  | Офелія Беркс                        | Ж      | 25 жовтня 1903    | 25 вересня 2018   | 114 років, 337 днів | США               |
| 85  | Наомі Вайтгед                       | Ж      | 26 вересня 1910   | Жива              | 114 років, 328 днів | США               |
| 86  | Елайза Андервуд                     | Ж      | 15 березня 1866   | 27 січня 1981     | 114 років, 318 днів | США               |
| 87  | Хуан Вісенте Перес Мора             | Ч      | 27 травня 1909    | 2 квітня 2024     | 114 років, 311 днів | Венесуела         |
| 88  | Фуруя Кахору                        | Ж      | 18 лютого 1908    | 25 грудня 2022    | 114 років, 310 днів | Японія            |
| 89  | Мері Джозефін Рей                   | Ж      | 17 травня 1895    | 7 березня 2010    | 114 років, 294 дні  | США               |
| 90  | Ґолді Стайнберґ                     | Ж      | 30 жовтня 1900    | 16 серпня 2015    | 114 років, 290 днів | США               |
| 91  | Ісіґуро Кійоко                      | Ж      | 4 березня 1901    | 5 грудня 2015     | 114 років, 276 днів | Японія            |
| 92  | Марія ду Коуто Майя-Лопес           | Ж      | 24 жовтня 1890    | 25 липня 2005     | 114 років, 274 дні  | Португалія        |
| 92  | Едоксі Бабуль                       | Ж      | 1 жовтня 1901     | 1 липня 2016      | 114 років, 274 дні  | Французька Гвіана |
| 94  | Лючія Лаура Санженіто               | Ж      | 22 листопада 1910 | Жива              | 114 років, 271 день | Італія            |
| 95  | Рамона Тринідад Іґлесіас-Хордан     | Ж      | 1 вересня 1889    | 29 травня 2004    | 114 років, 271 день | Пуерто-Рико       |
| 95  | Хіно Юкі                            | Ж      | 17 квітня 1902    | 13 січня 2017     | 114 років, 271 день | Японія            |
| 97  | Шарлотта Кречман                    | Ж      | 3 грудня 1909     | 27 серпня 2024    | 114 років, 268 днів | Німеччина         |
| 98  | Орасіо Селі Мендоса                 | Ч      | 3 січня 1897      | 25 вересня 2011   | 114 років, 265 днів | Перу              |
| 98  | Делфін Ґібсон                       | Ж      | 17 серпня 1903    | 9 травня 2018     | 114 років, 265 днів | США               |
| 100 | Анн Ежені Бланшар                   | Ж      | 16 лютого 1896    | 4 листопада 2010  | 114 років, 261 день | Сен-Бартелемі     |
| 100 | Міне Кондо                          | Ж      | 1 вересня 1910    | 20 травня 2025    | 114 років, 261 день | Японія            |